# TAO (cantante)
TAO, pseudonimo di Valerio Ziglioli (Milano, 16 ottobre 1971), è un cantante, compositore, musicista e produttore discografico italiano.

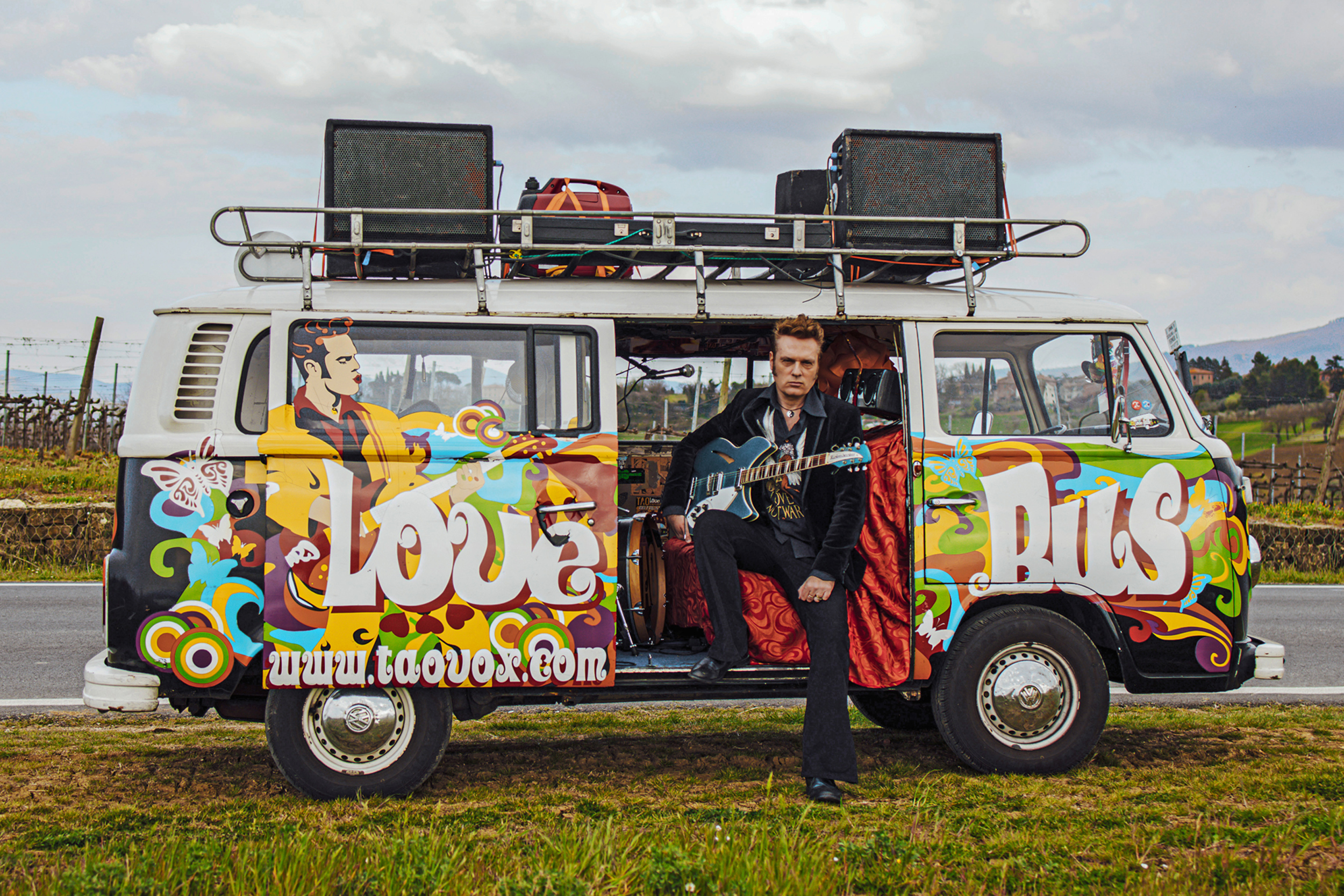
TAO a bordo del Love Bus 2022 - foto di Riccardo Liporace

Dal 2005 ad oggi ha pubblicato 8 album - “Forlìverpool (2005), “L’Ultimo James Dean” (2007), il doppio “Love Bus/Love Burns” (2010), “Spirit Of Rock” (2012), “Between Hope And Desperation” (2014), “Devil In Eden” (2017), “Angel In Hell” (2018), “Freedhome” (2022) - ed il Film “TAO–Spirit Of Rock”. Dal 2007 è noto soprattutto per essere l’ideatore del progetto TAO Love Bus Experience, ovvero un rock ‘n’ roll tour/show/performance a bordo del TAO Love Bus, pulmino Volkswagen del 1974 modello T2 decorato graficamente “hippie style” e dotato di service audio e di strumentazione completa all'interno. Con 1.200 shows in 15 anni, 900 città toccate, 160.000 km percorsi a bordo del Love Bus, TAO ha ottenuto visibilità mediatica su quotidiani e canali nazionali (X-Factor, Tg1, Tg3, Tg LA7, Blob, Easy Driver, Striscia la notizia, La vita in diretta, Italia allo specchio, Talent1).
Nel 2008 è stato premiato al MEI (Meeting Etichette Indipendenti) per l'originalità del tour e per la novità della distribuzione musicale attraverso la TAO Love Bus Experience. Sempre nello stesso anno è stato invitato a partecipare a diverse puntate di X Factor. Polistrumentista e produttore dei suoi stessi album, suona la chitarra, il basso, la batteria (suoi maestri Tullio De Piscopo e Max Furian), banjo e bouzouki. Ha suonato come chitarrista live di Alberto Fortis dal 2004 al 2011 ed è autore del singolo "Voglio morire giovane" cantato da Garbo ed inserito nell'album "Come il vetro" (2008). TAO è stato inserito nel libro “Cantautori e Cantautrici del Nuovo Millennio - il Dizionario” a cura di Michele Neri.

## Biografia
Dal 2002 al 2006 - Gli esordi
TAO, dopo esser stato opening act dei Negrita al Palatexas di Voghera nel 2002, inizia ufficialmente la sua carriera discografica nel 2003 con il singolo di debutto “CHE COLPA ABBIAMO NOI” (Grace Orange/Erazero/Venus), il cui video entra nella classifica di All Music. Nel 2004
la canzone “PRIMO AMORE” entra nella programmazione delle radio nazionali. Nello stesso anno all’interno del Coca Cola Live @ Mtv e dell’ MTV Day 2004, vengono trasmesse canzoni di TAO che saranno poi presenti nell’album “FORLìVERPOOL”.
Il 2005 è l’anno di uscita di “FORLìVERPOOL”, album di debutto del cantautore prodotto con David Sabiu. Due brani annoverano al piano e alle tastiere la partecipazione di Marco Sabiu, produttore e direttore d’orchestra di alcune edizioni del Festival di Sanremo. Nel 2006 TAO è impegnato nel Coca Cola Tour della Fiamma Olimpica, in concomitanza con i Giochi Olimpici di Torino.
2007 e 2008 - L'inizio della TAO Love Bus Experience
A giugno 2007 esce il secondo album "L'ULTIMO JAMES DEAN" (Grace Orange/PociOne/Self), co-prodotto con Paolo Agosta e con l'assistenza tecnica ai mix di Tommaso Colliva (Vibrazioni, Afterhours, Muse, Calibro 35). Il disco annovera come ospiti Alberto Fortis (del quale TAO è chitarrista live dal 2004 al 2011), Virginio, Diego Mancino, Roberto Dell’Era (Afterhours), Sandro Mussida.
Per promuovere la sua musica, miscela di sonorità rock anglosassoni e di canzone d’autore, TAO dà vita alla TAO Love Bus Experience e gira l’Italia a bordo del suo pulmino Volkswagen T2 attrezzato come un palco viaggiante su quattro ruote. Il TAO Love Bus al suo interno contiene TAO e la band, tutti gli strumenti, mixer, fonico nonché driver del mezzo, impianto audio con quattro casse posizionate sul tettuccio, generatore per l’autoalimentazione elettrica. Le grafiche stampate su pellicola e applicate sul bus da Vittorio Chinigò sono ideate da Marco Fiori e Patty Pey di Fimao Design e riportano nella psichedelia fumettistica di Yellow Submarine e nella San Francisco del Flower Power.
La partecipazione al Motorshow di Bologna nel dicembre 2007 lancia TAO e la sua Love Bus Experience e l'esibizione viene ripresa in un servizio Rai. TAO viene premiato al MEI 2008 (Meeting Etichette Indipendenti) per l’originalità del tour e per la novità della distribuzione musicale rappresentata dalla TAO Love Bus Experience. TAO viene invitato a partecipare alle selezioni di X-Factor, un'esperienza negativa che darà un'ulteriore spinta al cantautore a rimanere libero artisticamente ed indipendente dalla grande industria discografica.
Dal 2009 al 2014 - Il consolidamento della TAO Love Bus Experience ed il tour europeo
Il singolo “SPIRITO DEL ROCK” estratto dall’album “L’ULTIMO JAMES DEAN” entra nella classifica delle 10 canzoni più trasmesse dalle 400 radio indipendenti d’Italia nell’estate 2009. Il 7 e il 15 marzo 2009 TAO suona a Milano in Piazza Duomo a bordo del suo TAO Love Bus invitato da Red Ronnie presso il Rock ‘n’ Music Planet, il museo della storia del rock. Nello stesso anno suona per cinque giorni consecutivamente al Lucca Comics & Games: decine di migliaia di persone assistono alle performance del TAO Love Bus.
Nel 2010 TAO va col suo Love Bus a Sanremo per il terzo anno consecutivo e partecipa al Dopofestival, presentato da Elena Di Cioccio e trasmesso su Youdem tv, suonando canzoni tratte dai suoi album. A maggio TAO corona il sogno di suonare sul palco del Cavern a Liverpool all’interno del International Pop Overthrow, girando lì il videoclip del nuovo singolo “DIMENTICA”. 
Nello stesso anno esce il terzo doppio album di TAO “LOVE BUS – LOVE BURNS” (Dmb Music/Horang/Grace Orange/Halidon): due dischi con titoli, copertine e sound differenti, a testimoniare l’ecletticità compositiva dell’artista. LOVE BUS è un disco orientato verso il mondo esterno e influenzato dall’esperienza di tre anni a bordo del TAO Love Bus. LOVE BURNS tocca tematiche più personali e dolorose, anch’esse riflesso delle vicende vissute dall’autore. A settembre TAO partecipa al MOA e al Centenario dell’Alfa Romeo. Il 17 dicembre TAO e il suo Love Bus suonano per il concerto del LiveMI per John Lennon in Piazza Duomo a Milano, organizzato da Red Ronnie e dal Comune di Milano. Nello stesso anno il cantautore apre i concerti di Irene Grandi a Novara e di Motel Connection al FRU di Perugia.
Il 4 maggio del 2011 TAO suona nuovamente a Milano in Piazza Duomo davanti a 20.000 persone, presentando il nuovo singolo “ITALIANI (IL BENESSERE DIVIDE)”.
TAO viene invitato a suonare al Foursquare Day da Rolling Stone, si esibisce al Festival della Letteratura e Musica di Cremona, poi al Teatro Arcimboldi prima dei Pooh nello spettacolo “Friends for Haiti” e infine al Teatro Dal Verme di Milano per il Campionato di Giornalismo organizzato da IL GIORNO. 
A luglio del 2012 esce il suo primo album totalmente in inglese “SPIRIT OF ROCK” e TAO intraprende il suo primo tour europeo a bordo del TAO Love Bus accompagnato dai suoi musicisti Giuseppe Fiori al basso, Alex Canella alla batteria, Alberto Gip Fratini ai suoni e Nicola Barghi (tour manager): un'avventura di venti giorni che verrà documentata per farne successivamente un film.
Ad agosto 2013 TAO è in concerto col suo Love Bus al Carroponte, tempio della musica milanese e a novembre pubblica il suo quinto album “BETWEEN HOPE AND DESPERATION”, festeggiando così i 10 anni di attività discografica.
Dal 2015 al 2017 - Il film "SPIRIT OF ROCK - The Movie" e la ripubblicazione de "L'ULTIMO JAMES DEAN" con Universal.
Nel 2015 esce in Dvd il Film di TAO  “SPIRIT OF ROCK – The Movie”, il primo "rockumentario" su un’avventura unica al mondo, prodotto da TAO/ERAZERO grazie al crowdfunding dei sostenitori di TAO, che racconta il difficoltoso ed intenso tour europeo della TAO Love Bus Experience in Francia, Belgio, Olanda, Danimarca, Svezia, Germania. Proiettato in data unica l’8 Giugno al prestigioso Cinema Mexico è record di presenze ed incassi a Milano. 
Nell’estate 2015 TAO e il suo Love Bus sono in tour con VIRGIN RADIO: 14 date in Sicilia, Campania, Lazio. 
A dicembre “VIRGIN HEARTS” viene pubblicata nella compilation “XMAS IN ROCK” dalla UNIVERSAL, in compagnia di artisti come Bryan Adams, Beach Boys, Johnny Cash, Edoardo Bennato, Blink 182, Brian Setzer. Sempre a dicembre la canzone è in rotazione su VIRGIN RADIO.
Sempre nel 2015 esce la nuova stampa rimasterizzata dell’album “L’ULTIMO JAMES DEAN” sotto licenza Walkman e distribuito da Universal sia in fisico che in digitale. Dal 6 maggio la canzone “I MIEI OCCHI” è in rotazione sulle radio (fra cui 105, Virgin, Montecarlo, Rai Isoradio).
Nel 2017 la TAO Love Bus Experience compie 10 anni, TAO prosegue il suo tour senza fine con la sua band – Andrea Viti al basso, Francesco Rivabene alla batteria, Gigi Marino ai suoni. Ad ottobre, anticipato dal singolo “RESTLESS HEART” con relativo video, esce il nuovo album di TAO dal titolo "DEVIL IN EDEN" (Taovox Records / Piesse Groove / Groove It).
2018 e 2019 - Record di concerti e Opening act di Anastacia, Glenn Hughes, Dr Feelgood, Eric Gales al Pordenone Blues Festival
TAO dal 2007 al 2018 si è esibito in 1.100 concerti, ha toccato 900 città, percorso 170.000 km suonando a bordo del TAO Love Bus: un record. TAO corona un altro grande sogno suonando a marzo nel Carcere di Bollate, ripreso dal regista Rai Claudio Sisto. Durante l'estate ancora tanti concerti e molti festival, in particolare il Pordenone Blues Festival dà l’opportunità a TAO a bordo del suo Love Bus di esibirsi a fianco di nomi internazionali del calibro della pop star americana ANASTACIA (alla quale chiude il concerto), GLENN HUGHES (vocalist/bassista dei DEEP PURPLE), DR FEELGOOD, ERIC GALES, ROOSEVELT COLLIER. A novembre TAO pubblica il suo settimo album "ANGEL IN HELL" (Taovox Records / Piesse Groove / Groove It). Nel 2019 TAO si esibisce nel Carcere di Bollate, ripreso dal regista Rai Claudio Sisto. Sempre nel 2019 TAO suona per la seconda volta a Milano alla maratona rock del Quattroruote Street Show, un evento che ha contato circa 300.000 presenze. 
2020 – 2021 - La pandemia, la produzione di nuovi album e la collaborazione con Frida Bollani Magoni
Lo stop forzato causato dalla pandemia ha portato alla realizzazione di due nuovi album - “FREEDHOME” e “WE’LL DANCE AGAIN” – grazie ad un crowdfunding di successo sostenuto da tutti i fans in rete (chiamati dall'artista "TAO Lovers"). Gli album contengono la collaborazione di ANA – compagna e musa di TAO – ai cori e al banjo. I due dischi verranno anticipati dall’uscita del singolo “THE BROKEN CUP”, canzone che vede TAO duettare con Frida Bollani Magoni – cantante e pianista diciassettenne di grande talento nonché figlia d’arte di Stefano Bollani e Petra Magoni.
2022 - La ripresa dei concerti e la pubblicazione di "FREEDHOME"
Ricominciano i concerti e TAO si esibisce col Love Bus in Svizzera al Meeting International de Chateau d’Oex, il più importante meeting Volkswagen d’epoca d’Europa, ed al Cavea Festival alle Cave di Arzo. Il 9 Dicembre esce l’8º album “FREEDHOME” (Taovox Records), prodotto tramite un crowdfunding di successo, accompagnato dal singolo e dal video “THE SCENT OF FREEDOM”. L'album è interamente in inglese, è ispirato ai romanzi di laura Ingalls Wilder "Little House on the Prairie" ("La piccola casa nella prateria") e contiene quindici tracce dalle sonorità folk, rock, country & western. L'album, il cui artwork grafico è stato realizzato da Riccardo Liporace, è pubblicato per la prima volta nella versione doppio vinile. 
2023 - 2024
Nel 2023 TAO viene chiamato da Volkswagen a suonare a bordo del Love Bus per la presentazione ufficiale di ID-Buzz, svoltasi a Firenze. TAO viene inserito nel libro “Cantautori e Cantautrici del Nuovo Millennio - il Dizionario” a cura di Michele Neri per Jacobelli Editore, un’opera monumentale che include ben 1966 artisti italiani. Il cantautorocker festeggia i 20 anni di carriera discografica pubblicando sulle piattaforme digitali "Wasted Years", versione singolare del celebre brano degli Iron Maiden. Nel 2024 TAO pubblica altri tre singoli: "Falling Slowly"- cover del brano di Glen Hansard e Marketa Irglova vincitore dell'Oscar nel 2008, "Le Rondini" di Lucio Dalla nuovamente con il featuring di Frida Bollani Magoni e "Se Io Fossi Un Angelo" di Lucio Dalla. Il 26 settembre 2024 TAO partecipa all'evento sold-out organizzato dall'amica Frida Bollani Magoni "Frida & Friends" al Teatro Gerolamo, insieme agli artisti Frankie Hi Nrg, Paolo Jannacci, Mark Glentworth ed il cantautore Andrea Govoni. Con quest'ultimo comincia a collaborare come chitarrista della band che vede Roberto Dellera al basso e Alessandro Deidda delle Vibrazioni alla batteria. Il 20 ottobre TAO si esibisce al 30º Anniversario dei City Angels, dei quali diventa testimonial, cantando "Se Io Fossi Un Angelo". Il video della canzone, girato a Bologna, contiene al suo interno anche immagini dei City Angels in azione.

## Discografia

### Album
- 2005 - Forlìverpool (Grace Orange / Erazero / Venus)
- 2007 - L'ultimo James Dean (Grace Orange / Poci One / Self)
- 2010 - Love Bus/Love Burns (Grace Orange/Horang/Dmb Music/Halidon)
- 2012 - Spirit of Rock (Grace Orange)
- 2014 - Between Hope and Desperation (Taovox Records)
- 2017 - Devil in Eden (Taovox Records / Piesse Groove / Groove It)
- 2018 - Angel in Hell (Taovox Records / Piesse Groove / Groove It)
- 2022 - Freedhome (Taovox Records)

### Film
- 2015 - TAO SPIRIT OF ROCK - The Movie (Taovox Records / Erazero)

### Singoli

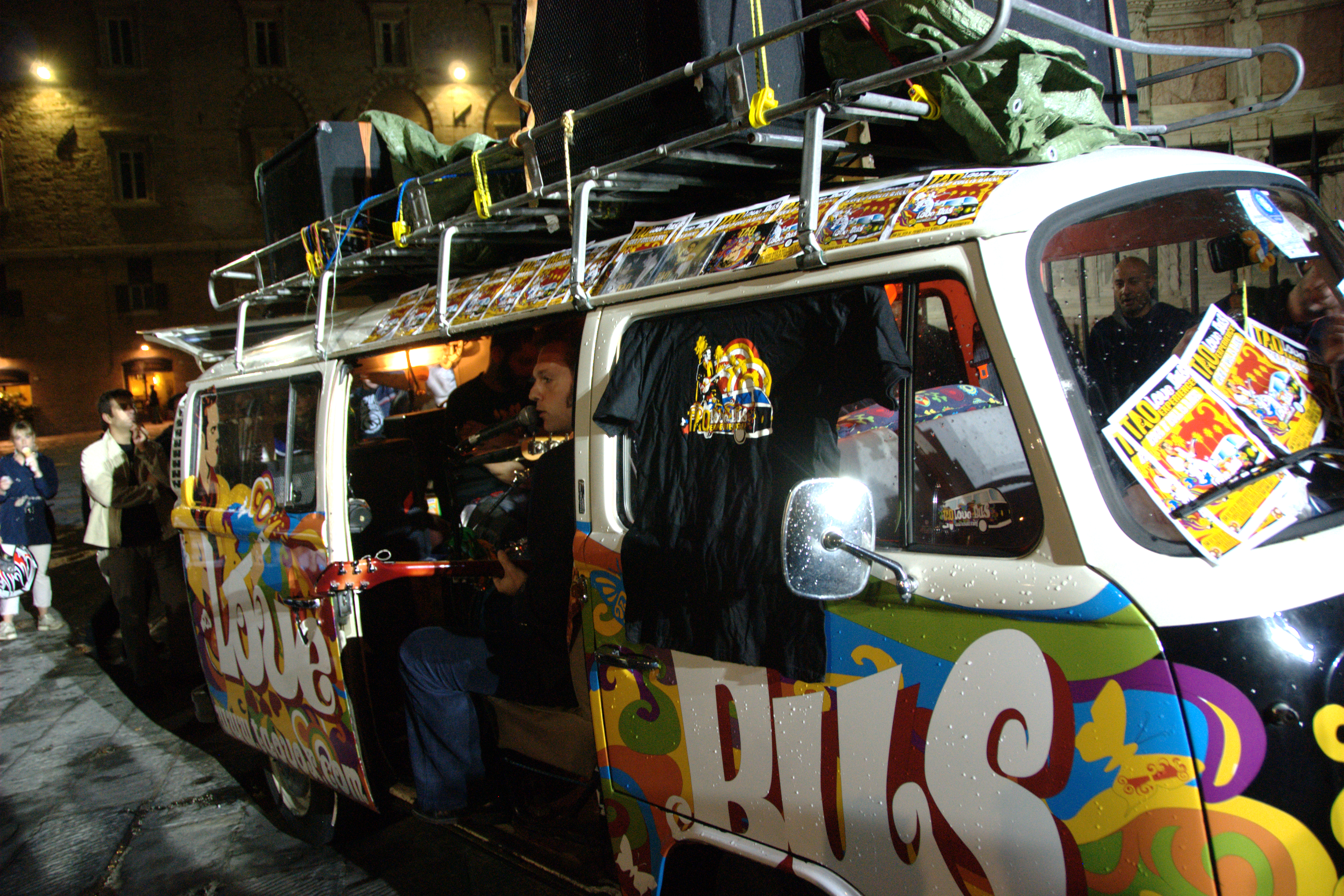
Il TAO Love Bus a Perugia per il Festival delle Radio Universitarie 2010

- 2003 - Che colpa abbiamo noi (Grace Orange / Erazero / Venus)
- 2004 - Primo Amore (Grace Orange / Erazero)
- 2005 - L'Ultimo (Grace Orange / Erazero)
- 2005 - Quello Che Tu Vuoi (Grace Orange / Erazero)
- 2007 - Nessuno Ti Ama Per Quello Che Sei (Grace Orange / Poci One)
- 2009 - Spirito Del Rock - featuring Alberto Fortis (Grace Orange)
- 2010 - Dimentica (Grace Orange/Dmb Music/Horang)
- 2011 - Italiani (il benessere divide) (Grace Orange)
- 2011 - La Grande Estate dell'Amore (Grace Orange)
- 2021 - The Broken Cup - featuring Frida Bollani Magoni (Taovox Records)
- 2022 - June's Smile (Taovox Records)
- 2022 - The Scent of Freedom (Taovox Records)
- 2023 - Wasted Years (Taovox Records)
- 2024 - Falling Slowly (Taovox Records)
- 2024 - Le Rondini (Taovox Records)
- 2024 - Se Io Fossi Un Angelo (Taovox Records)

### Altre canzoni provenienti da altri cd o raccolte
- Voglio morire giovane, canzone scritta da TAO e contenuta nell'album di Garbo Come il vetro (Discipline/Venus), uscita come singolo nel settembre 2008.

### Sigle per serie animate
- 2001 - Monster Rancher (sigla italiana dell'anime, usata sia in apertura sia in chiusura)
- 2011 - T.U.F.F. Puppy (traduzione italiana della sigla originale, Edizioni STUDIO COMPRESSO/Erazero srl)

## Premi e riconoscimenti
- "MEI - Meeting delle Etichette Indipendenti" - Premio per l'originalità del tour e del modello distributivo musicale proposto attraverso la "TAO Love Bus Experience", 2008